# New York City Police Department
Het New York City Police Department (meestal afgekort tot NYPD) is de politie van de Amerikaanse stad New York. Het is de grootste gemeentelijke politie in de Verenigde Staten, met zo'n 38.400 geüniformeerde politiefunctionarissen in dienst, onderverdeeld in veertien rangen. De NYPD is opgericht in 1845. De NYPD heeft 77 politiedistricten, twaalf spoorwegpolitie-districten en negen public housing-districten. Deze districten zijn verantwoordelijk voor de orde en veiligheid in de stad, in het openbaar vervoer en in de sociale huurwoningcomplexen. 
De NYPD heeft professionele afdelingen zoals de Emergency Service Unit, K9 (hondenbrigade), narcoticabrigade, havenpolitie, luchtvaartpolitie, een antiterrorisme-eenheid en een explosievenopruimingsdienst.

## Geschiedenis
Bij de stichting van de destijds Nederlandse kolonie Nieuw-Amsterdam in de zeventiende eeuw werd er een burgerwacht opgericht, die tot taak had de orde te handhaven en misdaad te bestrijden. Halverwege de negentiende eeuw bestond deze burgerwacht uit één nachtwacht, 100 stadsmaarschalken, 31 agenten en 51 agenten van de gemeentepolitie. Op 7 mei 1844 werd de Municipal Police Act ingevoerd. Dit stond de oprichting van een politiemacht toe, die de toenemende misdaad onder controle moest krijgen. 
Op 27 mei 1845 kreeg de stad een professionele politiemacht. De stad werd in drie districten verdeeld met elk eigen rechtbanken, griffiers en stationsgebouwen. In 1853 werden agenten verplicht om een uniform te dragen. In 1898 werd Brooklyn onderdeel van New York, waarbij achttien politieafdelingen van de NYPD werden. De stad had toen drie miljoen inwoners op 828 km². 
Rond 1900 onderging de NYPD onder leiding van Theodore Roosevelt een stevige modernisering. Door ontwikkelingen in de wetenschap en technologie konden er nieuwe eenheden opgericht worden, waaronder de explosievenopruimingsdienst (bombsquad) in 1905, gemotoriseerde eenheden in 1911 en 1919 en auto's in 1935. Ook was de NYPD een van de eerste politieafdelingen die vingerafdrukken en mugshots gebruikten bij onderzoeken en arrestaties. 
In 1896 eiste Roosevelt dat elke agent bewapend zou worden, inclusief schiettraining. De standaard wapens van de NYPD waren van 1896 tot 1926 de Colt New Police Revolver, vanaf 1935 tot 1996 was dit de Smith & Wesson Model 10. 
Eind negentiende eeuw kwamen de eerste vrouwen in dienst. De vrouwen kregen de taak om voor vrouwelijke gevangen te zorgen en om het bureau te onderhouden. Begin de twintigste eeuw werden vrouwen ook bij de recherche in dienst gesteld. Hun taken waren om bij aborteurs, waarzegsters, oplichters en niet gediplomeerde dokters te infiltreren en onderzoek te doen. Later kregen ze ook taken zoals toezicht houden op straat en in cafés. 
In 1911 kwam de eerste Afro-Amerikaanse agent in dienst. Samuel Battle bleef 30 jaar in dienst en werd uiteindelijk een luitenant.  
De economische crisis van de jaren 70 leidde tot een lastige periode in New York. De criminaliteit en corruptie stegen enorm en er hing een sfeer van wetteloosheid in de stad. Vanaf 1980 kreeg de stad te maken met de opkomst van crack en cocaïne. Dit zorgde voor een explosieve stijging in het aantal moorden. In 1990 vestigde New York het record, met 2.262 moorden, op 7,3 miljoen inwoners. In geen enkele Amerikaanse stad is het aantal moorden zo hoog geweest. 
In 1992 richtte burgemeester David Dinkins de Mollen Commissie op, die de corruptie binnen de NYPD moest onderzoeken. Uit het onderzoek bleek dat veel agenten extreem geweld gebruikte, bewijsmateriaal stolen, hun macht misbruikten en zelf criminele zaken deden. In datzelfde jaar richtte Dinkins ook het Civilian Complaint Review Board op, een bestuursorgaan die misdrijven bij de NYPD moesten onderzoeken. Veel agenten waren het er niet mee eens en begonnen te rellen. Zo'n 4000 agenten namen deel aan de rellen en blokkeerde het stadhuis en de Brooklyn Bridge. 42 van de 4000 agenten werden geschorst. Tijdens het protest werd een man ook zwaar mishandeld door zes agenten. Twee agenten werden aangeklaagd voor extreem geweld, één daarvan werd ontslagen.
In 1995 werden de New York Transit Police en de New York City Housing Authority Police Department samengevoegd met de NYPD. In 1998 is de New York City Police Department School Safety Division opgericht, om de veiligheid te verbeteren op New Yorkse scholen.
Tijdens de Aanslagen op 11 september 2001 verloren 23 agenten hun leven. Vlak na de aanslagen werd het Counter Terrorism Bureau opgericht. 
Op 4 juni 2014 vond er een grote inval plaats in Manhattanville. 500 agenten vielen meerdere gebouwen binnen en arresteerde 103 bendelenden. De bendeleden waren verantwoordelijk voor 10 moorden, 76 schietpartijen en 27 schietincidenten.
Op 17 juli 2014 werd Eric Garner benaderd door een agent. De agent verdacht hem van het verkopen van illegale sigaretten. Eric Garner vertelde dat het niet zo was. De agent probeerde hem te arresteren, maar Garner werkte niet mee. Dit resulteerde in een brute arrestatie, waarin Garner gewurgd werd door agent Daniel Pantaleo. Garner overleefde het niet. Pantaleo werd vrijgesproken door de rechtbank, wat resulteerde in een groot protest. In twee dagen tijd werden er 300 mensen gearresteerd. In 2019 werd Pantaleo ontslagen door de hoofdcommisaris en stelde het staats- en stadsbestuur een wet op waarbij agenten tot 15 jaar gevangenis kunnen krijgen als ze arrestanten wurgen. 
Ook werden er in 2014 twee brute aanslagen op agenten gepleegd. De eerste vond plaats op 23 oktober, waarbij vier agenten werden aangevallen door een man met een bijl. De verdachte, Zale H. Thompson, wachtte de agenten op bij een bushalte en viel hen vanuit daar aan. Twee agenten werden naar het ziekenhuis afgevoerd, een agent had een wond in zijn rechterarm, de andere had een kritieke wond in zijn achterhoofd. Beide agenten hebben het overleefd. De andere twee agenten schoten de verdachte meteen dood. Enkele maanden later, op 28 december, werden twee agenten in hun dienstauto doodgeschtoen door Ismaaiyl Brinsley. Brinsley postte op social media dat hij dit deed als wraak op de wurging van Eric Garner. Brinsley werd niet veel later in de metro gevonden, nadat hij zichzelf door zijn hoofd had geschoten.
In 2015 werd het Strategic Response Group opgericht. Dit team, bestaande 880 man en 119 dienstauto's, patrouilleert door de stad en kunnen dan veel sneller naar incidenten als rellen of aanslagen.

## Rangstructuur
Alle agenten die bij de NYPD werken, krijgen eerst een vijf tot zes maanden lange training op de politieacademie. Na de academie krijgen ze de titel 'Probationary Police Officer' (simpelweg: 'Rookie') en komt er nog 18 maanden extra opleiding bij. Binnen de NYPD zijn er drie verschillende wegen: supervisor, investigate en specialist. Agenten die supervisor kiezen kunnen later doorgroeien tot kapitein, brigadier of luitenant. Dit gebeurt door middel van een examen. Nadat een agent de rang kapitein heeft bereikt, mag alleen de commissaris de agent verder promoveren tot bijv. chief of deputy chief. Agenten die voor investigate kiezen, moeten eerst 18 maanden onderzoeken verrichtten, voordat ze door de commissaris tot rechercheur gepromoveerd kunnen worden. Agenten die voor Specialist (zoals het ESU-team) kiezen, moeten vaak minimaal 5 jaar in dienst zijn en aan hoge eisen voldoen.

### Badges en uniformen
Binnen de NYPD worden de badges vaak aangeduid als schildjes. Elke rang heeft zijn eigen schildje, en zodra er een agent gepromoveerd wordt krijgt deze een nieuw schildje. De lagere rangen zoals politieagent, rekruut of rechercheur krijgen een schildje met hun dienstnummer erop. Hiermee identificeren ze zich ook. Hogere rangen zoals brigadier, kapitein of Chief of Department hebben schildjes zonder dienstnummer. Zij identificeren zichzelf met hun belastingnummer, dat elke medewerker die voor de stad New York werkt krijgt. 
Alle lagere rangen krijgen een marineblauw uniform en een pet met het dienstnummer van de agent. Rechercheurs dragen over het algemeen hun normale kleding. Brigadiers hebben ook een marineblauw uniform, maar wat formeler. Alle hogere rangen dragen een witte blouse, met een marineblauwe colbert en een donkerblauwe pet.
| Rang                                    | Aantal sterren | Badge design                                 | Badge kleur                                  | Badge nummer                                                      |
| --------------------------------------- | -------------- | -------------------------------------------- | -------------------------------------------- | ----------------------------------------------------------------- |
| Police Commissioner                     |                |                                              | Goud, met zilveren sterren                   | Nee, hogere rangen identificeren zichzelf met hun belastingnummer |
| First Deputy Commissioner               |                |                                              | Goud, met zilveren sterren                   | Nee, hogere rangen identificeren zichzelf met hun belastingnummer |
| Chief of Department                     |                |                                              | Goud, met zilveren sterren                   | Nee, hogere rangen identificeren zichzelf met hun belastingnummer |
| Deputy Commissioner                     |                |                                              | Goud, met zilveren sterren                   | Nee, hogere rangen identificeren zichzelf met hun belastingnummer |
| Bureau Chef Bureau Chief Chaplain       |                |                                              | Goud, met zilveren sterren                   | Nee, hogere rangen identificeren zichzelf met hun belastingnummer |
| Assistant Chef Assistant Chief Chaplain |                |                                              | Goud, met zilveren sterren                   | Nee, hogere rangen identificeren zichzelf met hun belastingnummer |
| Deputy Chef Deputy Chief Chaplain       |                |                                              | Goud, met zilveren sterren                   | Nee, hogere rangen identificeren zichzelf met hun belastingnummer |
| Hoofdinspecteur                         |                |                                              | Goud                                         | Nee, hogere rangen identificeren zichzelf met hun belastingnummer |
| Deputy Inspecteur                       |                |                                              | Goud                                         | Nee, hogere rangen identificeren zichzelf met hun belastingnummer |
| Kapitein                                |                |                                              | Goud                                         | Nee, hogere rangen identificeren zichzelf met hun belastingnummer |
| Luitenant                               |                | Geen foto beschikbaar                        | Goud                                         | Nee, hogere rangen identificeren zichzelf met hun belastingnummer |
| Brigadier                               |                | Geen foto beschikbaar                        | Goud                                         | Ja                                                                |
| Rechercheur                             | Geen strepen   |                                              | Goud                                         | Ja                                                                |
| Politieagent                            | Geen strepen   |                                              | Zilver                                       | Ja                                                                |
| Probationary Police Officer             | Geen strepen   |                                              | Zilver                                       | Ja                                                                |
| Rekruut Agent                           | Geen strepen   | Nee                                          | Zilver                                       |                                                                   |
| Kadet                                   | Geen strepen   | Kadetten hebben geen badge noch badgenummers | Kadetten hebben geen badge noch badgenummers | Kadetten hebben geen badge noch badgenummers                      |

## Organisatie

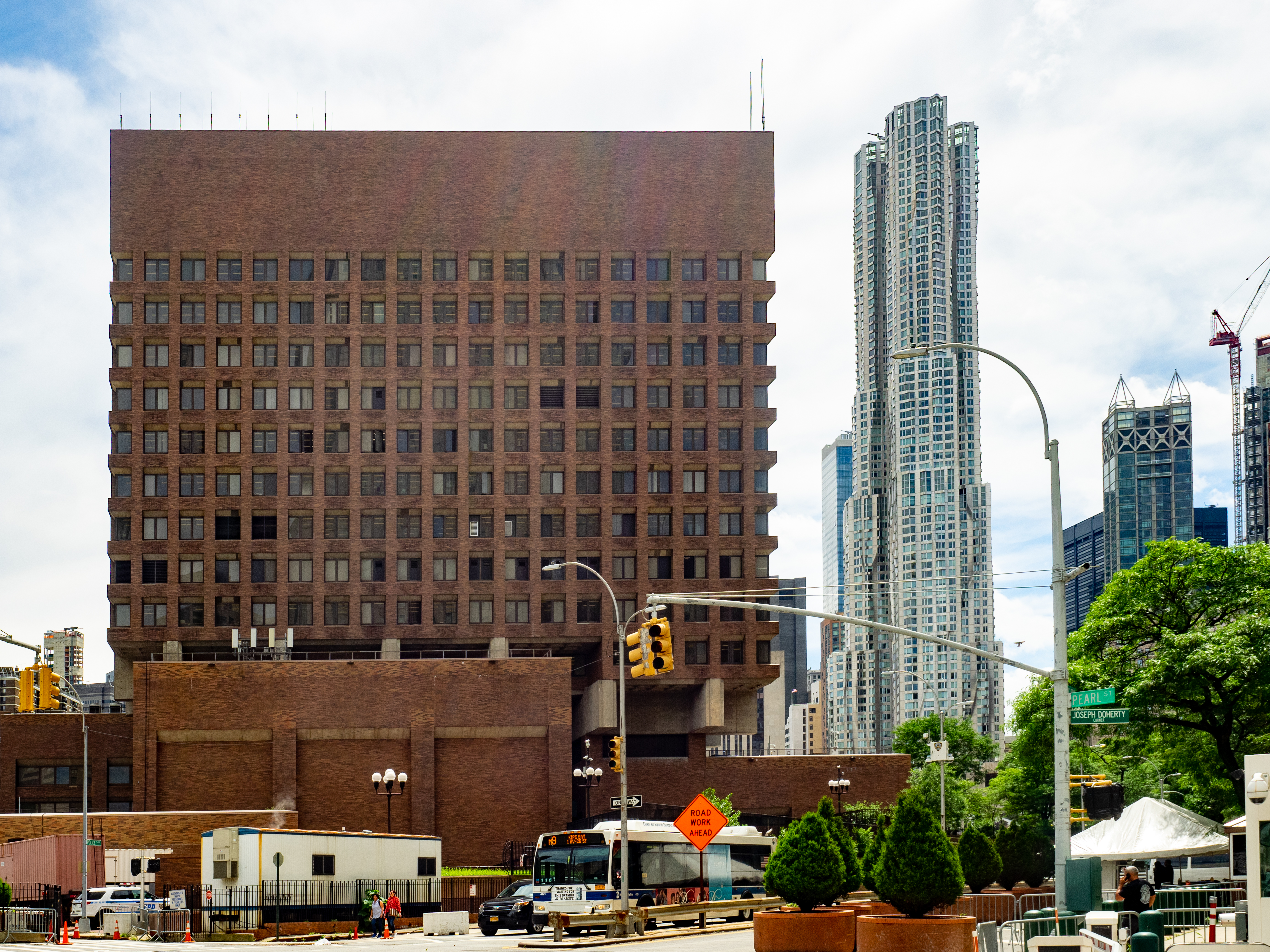
One Police Plaza. Het hoofdbureau van de NYPD

De commissaris van de politie wordt door de burgemeester van New York benoemd en leidt samen met de 'Chief of Department' de NYPD. De commissaris benoemt een aantal plaatsvervangende- en adjunct commissarissen. De NYPD is is onderverdeeld in twintig bureaus, zes bureaus daarvan zijn voor wetshandhaving. Elk wetshandhavingsbureau is weer onderverdeeld in patrouillegebieden, districten en recherche. Aan elk bureau staat een bureauchef aan het hoofd, die de titel 'Chief of...' heeft (voorbeeld: Chief of Patrol). Enkele eenheden vallen niet onder een bureau en staan onder direct bevel van de 'Chief of Department'.

## Materieel
De NYPD heeft beschikking over 9.624 politieauto's, 11 boten, 8 helikopters en vele anderen voertuigen.

### Patrouillevoertuigen
Het standaard patrouillevoertuig van de NYPD is de Ford Police Interceptor Utility. Daarnaast werd in april 2023 de Ford Mustang Mach-E geïntroduceerd. Dit is het eerste elektrische voertuig van de NYPD en moet ook een standaard patrouillevoertuig worden.

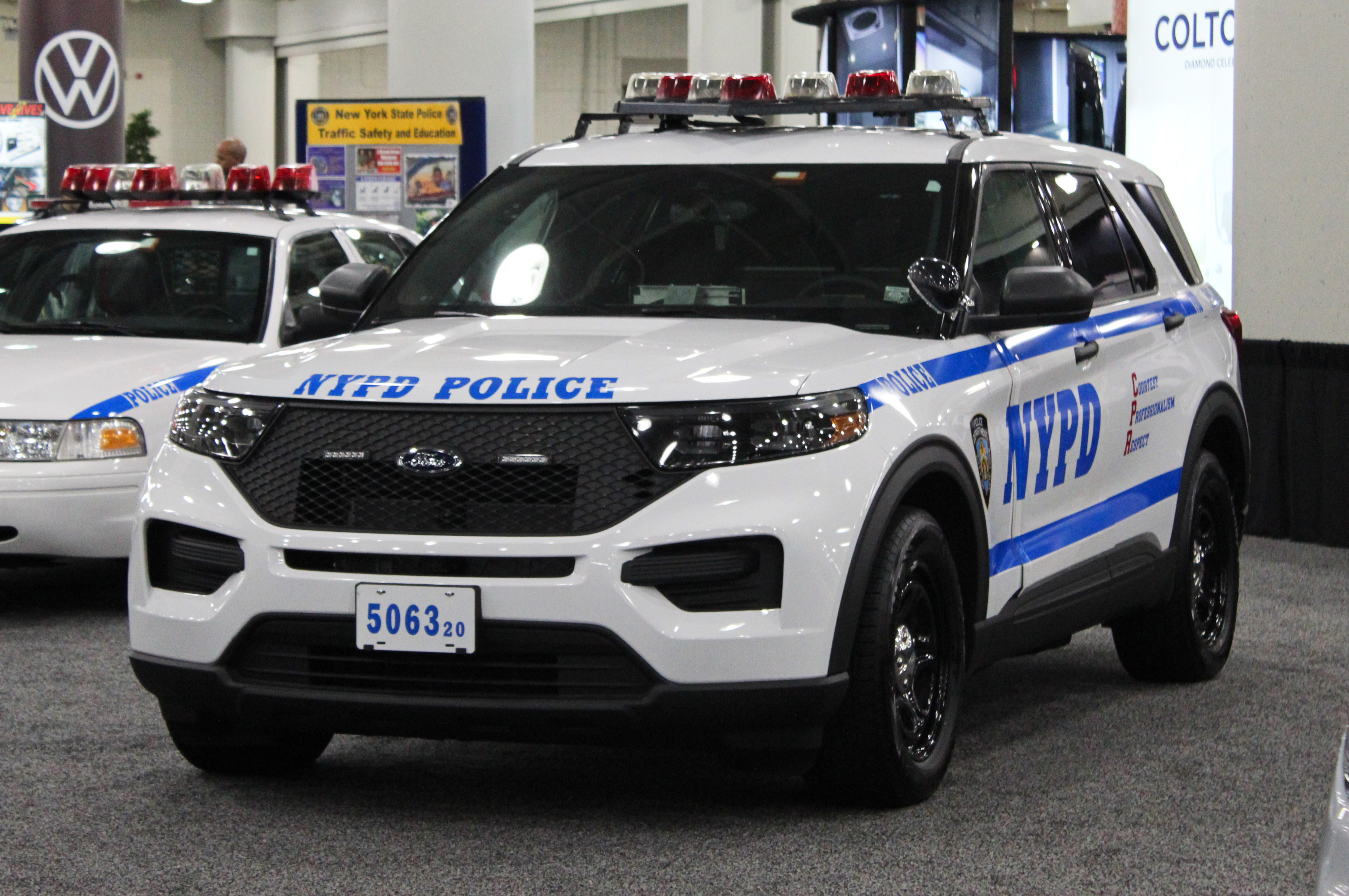
De Ford Police Interceptor Utility, het standaard patrouillevoertuig van de NYPD

Daarnaast heeft de NYPD ook een groot aantal Chevrolet Impala’s en Ford Police Interceptor Sedan’s. De Ford Police Interceptor Utility en Ford Police Interceptor Sedan zijn beide aangeschaft ter vervanging van de welbekende Ford Crown Victoria. Na het stopzetten van de Interceptor Sedan en de Chevrolet Impala, beginnen deze types te verdwijnen van het straatbeeld.

### Onopvallende voertuigen
De NYPD beschikt ook over een groot aantal onopvallende voertuigen. Deze voertuigen zijn vaak hetzelfde type als de patrouillewagens, maar ook worden er veel andere type voertuigen gebruikt zoals taxi's, huurauto's en bestelbusjes.

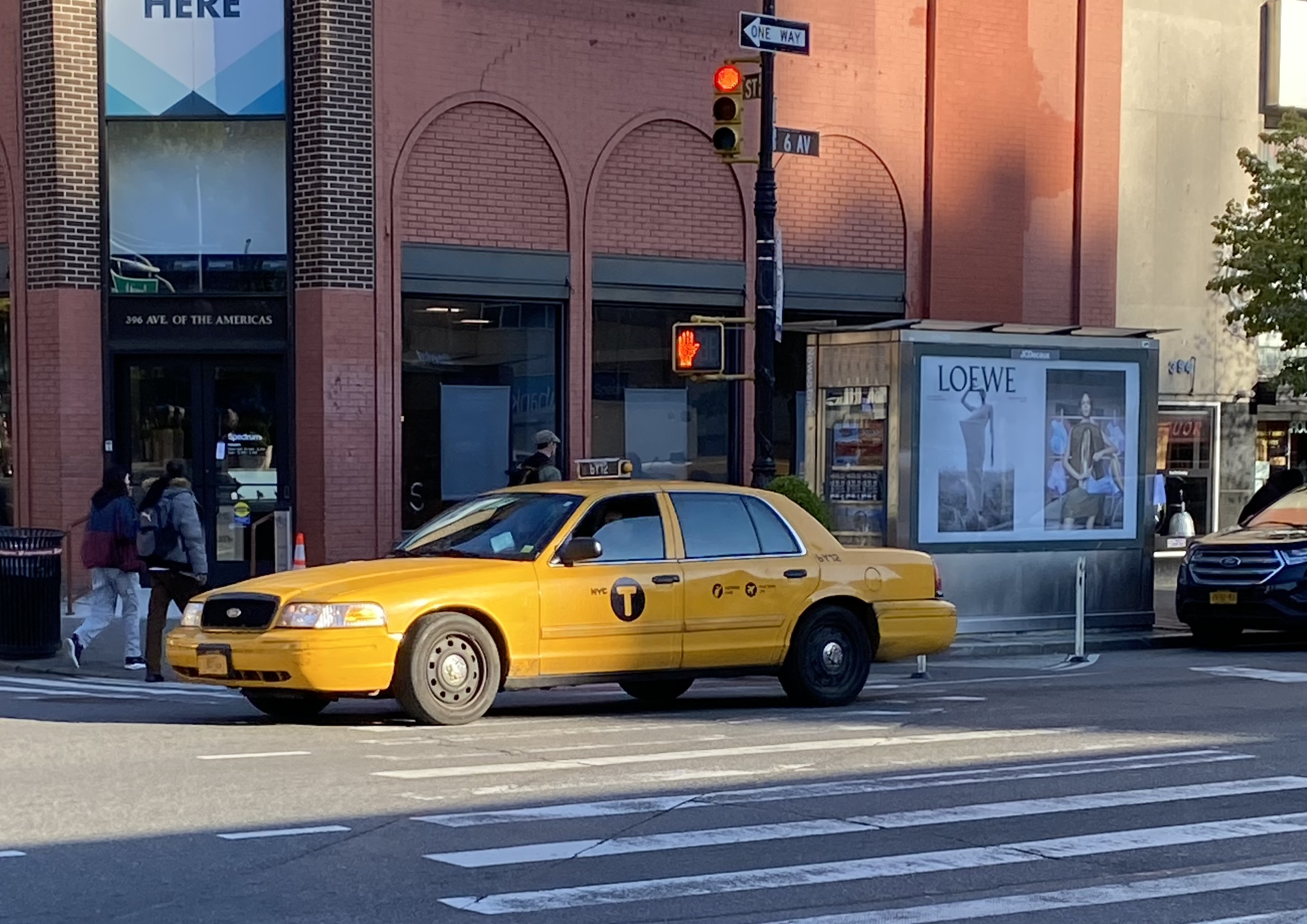
Een NYPD voertuig vermond als taxi.

Onopvallende voertuigen worden voornamelijk gebruikt voor agenten die geen patrouilles uitvoeren (denk aan rechercheurs, hoofdagenten enz). Wel worden enkele onopvallende voertuigen door de verkeerspolitie gebruikt.

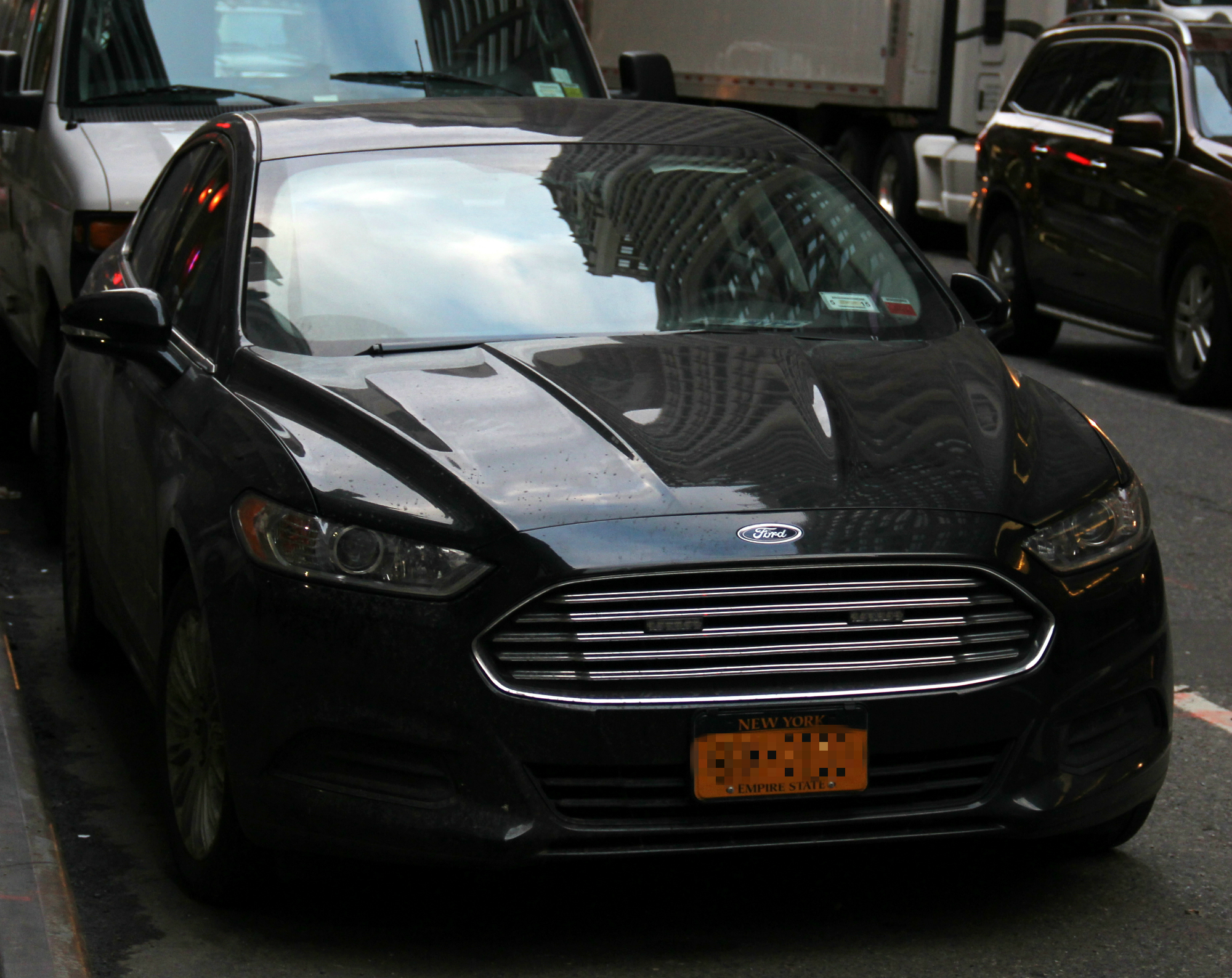
Een onopvallende Ford Fusion

#### Parkeercontrole
De parkeercontroles in New York worden uitgevoerd door de NYPD. Die gebruiken voor deze doeleinden speciale wagentjes die makkelijk door het verkeer kunnen manoeuvreren en goed kunnen parkeren. Voor deze doeleinden wordt de Cushman Truckster, De Smart ForTwo en de Westward Go-4 Interceptor gebruikt. Ook bezit de 'Parking Enforcement' Ford F-550XL Super Duty Tow Truck takelwagens die bedoeld zijn om voertuigen af te takelen die in beslag zijn genomen.

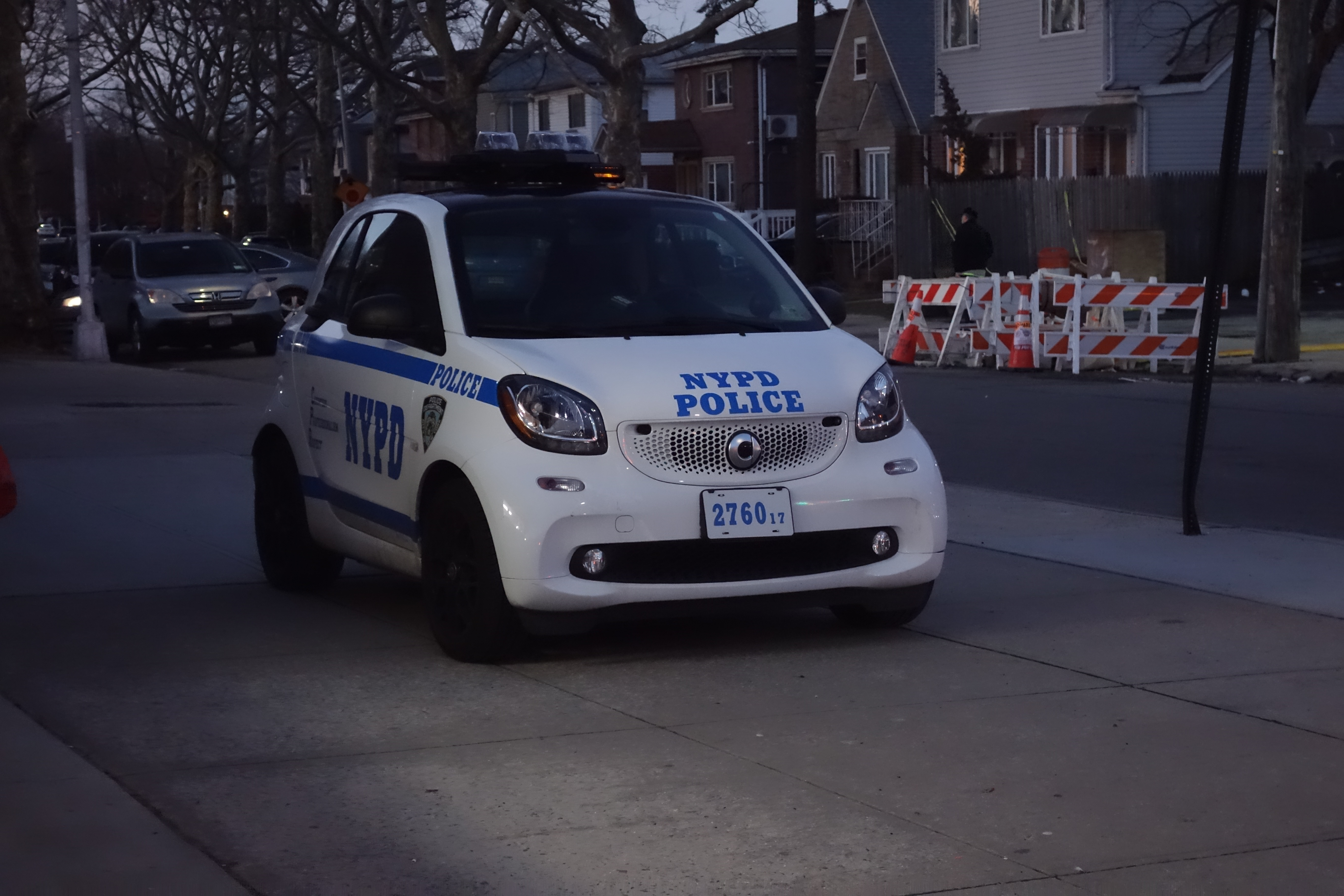
Een Smart ForTwo van de NYPD.

#### Tactische eenheden
De NYPD ESU gebruikt naast standaard politievoertuigen ook speciale, bepantserde voertuigen. Voor speciale doeleinden gebruikt de NYPD gemodificeerde Ferrara's, gemodificeerde Ford F-550's, bepantserde Lenco BearCats en Lenco Peacekeepers. En voor reddingsmissies gebruikt de NYPD speciaal aangepaste Mack M-series vrachtwagens.

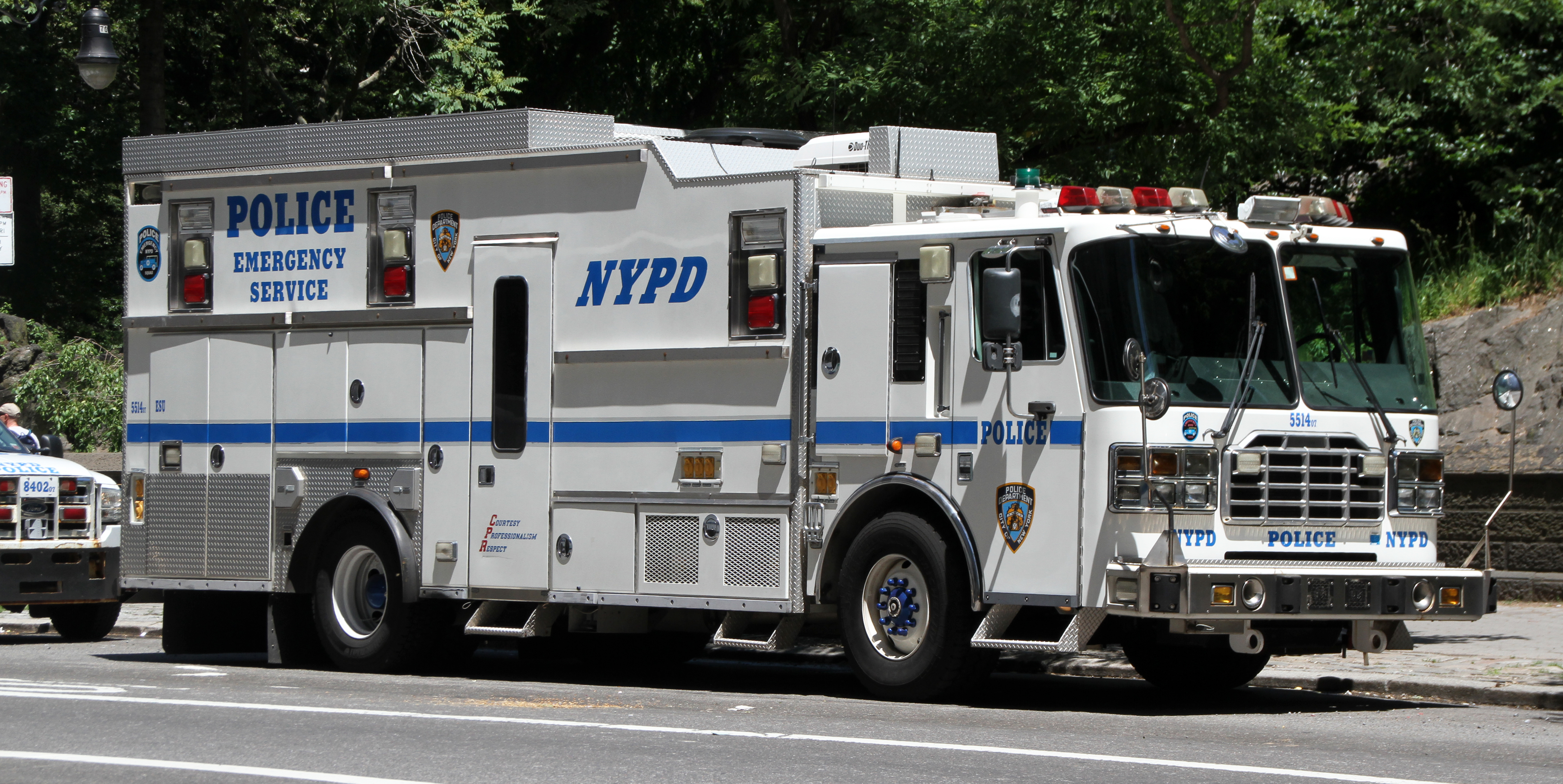
een Mack truck van de NYPD ESU

### Wapens
De standaardwapens die de NYPD gebruikt zijn de Glock 17 en de Glock 19. Beide wapens zijn 9mm en hebben een verzwaarde trekker. Agenten die een certificaat hebben voor een shotgun, krijgen naast hun Glock ook een Ithaca 37 of een Mossberg 590. Agenten die toegewezen zijn aan speciale eenheden zoals het ESU, Counter Terrorism Bureau of het Strategic Response Group krijgen een training voor een uitgebreider scala aan wapens. De wapens die door de speciale eenheden worden gebruikt zijn de Colt M4A1, de AR-15, de Heckler & Koch MP5 en de Remington Model 700. Tot 2018 mochten agenten ook revolvers gebruiken.